# 石川県金沢港大野からくり記念館
石川県金沢港大野からくり記念館(いしかわけんかなざわこうおおのからくりきねんかん)とは、石川県金沢市大野町 にある記念館である。

## 概要
江戸時代の発明家、大野弁吉の業績を記念して、1996年（平成8年）に建てられた記念館。建物の位置は金沢港の目の前に面しており、日本海を望むことができる。展示品がある本館と主にからくり体験学習で使われる子供からくり体験棟の2館で構成されており、本館はホッパー型の建物構造になっている。主にからくりの展示をしている記念館で、からくり人形や望遠鏡、ピストル、のぞきからくりなどがある。そのほかに、大野弁吉に関する人物伝、からくり技術が常設展示されている。また、館所在地でもある大野町とからくりの関係についてもビデオ映像で説明展示されている。
展示品の一部においては、YouTube公式アカウントにおいて、実際にからくりを動かしている映像が公開されている。
子供からくり体験棟では、地元大野町の住民らで構成される「からくり楽会」主催による毎月2回の体験教室を開いており、実際にからくりを作ったり、動かしたりすることができる。
2024年（令和6年）1月1日に発生した令和6年能登半島地震の際、揺れで床にゆがみや剥がれが生じる被害が発生した。

## 主な展示室・展示品
- エントランスゾーン…からくりと大野町の関係についてビデオ映像で展示されている。
- 展示室
  - からくりの歴史と魅力
    - のぞきからくり…実際に覗くことができる。

  - エレキテルの店先…エレキテルを使ったからくりの展示。
  - 大野弁吉の技術…大野弁吉に関するものが展示されている。
  - 展示ギャラリー
  - 子供からくり体験棟

## アクセス
- 「武蔵ヶ辻・近江町市場」から北鉄バス 大野行き、または、大野港行きに乗車し、各終点下車後徒歩10分～15分。
  - 一部のバスを除き金沢駅は経由しない。金沢駅西口を出て南に5分程度歩いたところにある中橋バス停から上記バスに乗車する。